# Camptoptera tarsalis
Camptoptera tarsalis är en stekelart som beskrevs av Kryger 1950. Camptoptera tarsalis ingår i släktet Camptoptera och familjen dvärgsteklar. Inga underarter finns listade.